# Schmutztitel

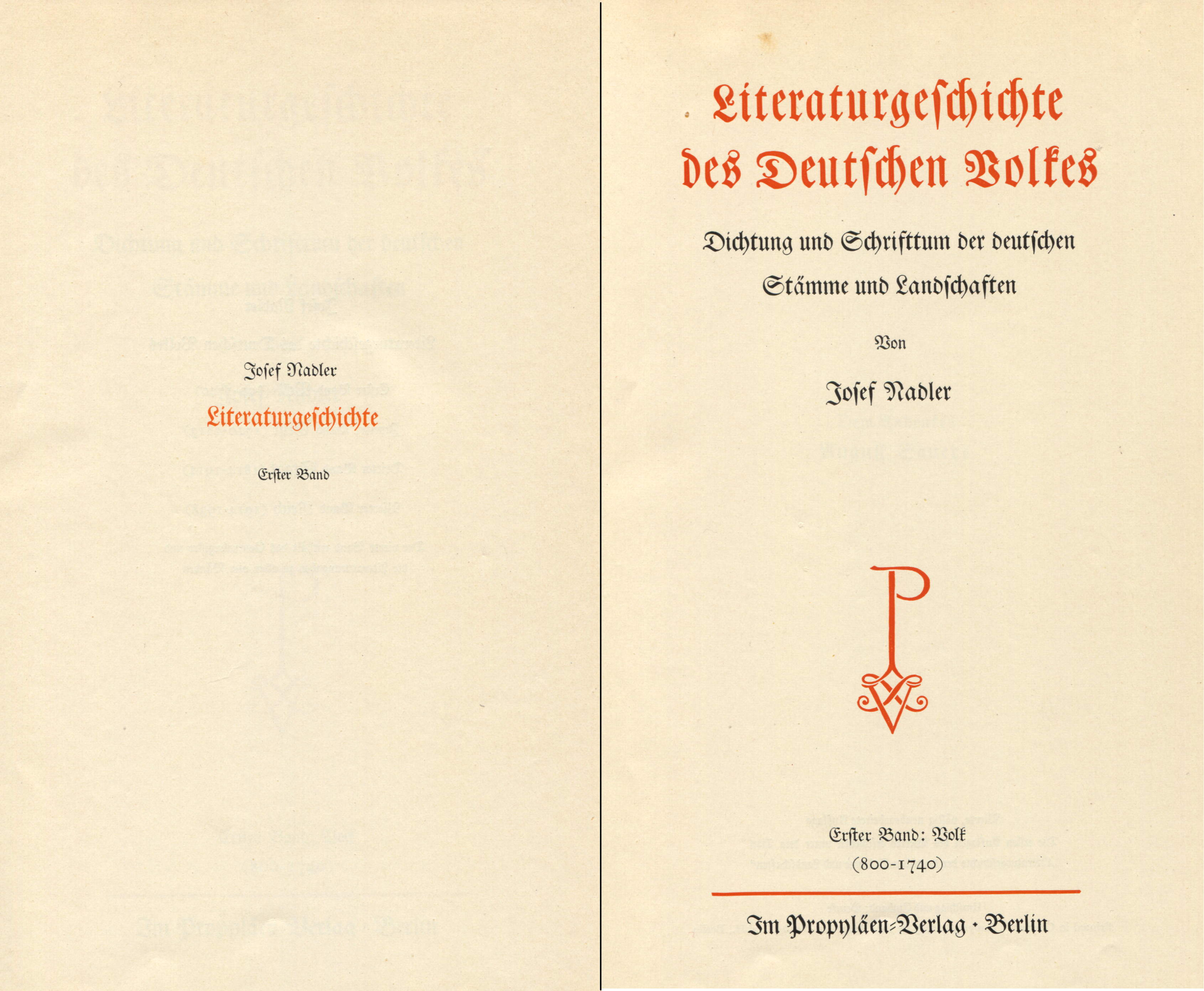
Vergleichende Gegenüberstellung des Schmutztitels (links) und der Titelseite (rechts) eines Buchs

Als Schmutztitel – seltener Halbtitel, Bastardtitel, Schutztitel, Vortitel oder Vorsatztitel – wird der Kurztitel eines Buches bezeichnet, der auf einem gesonderten Blatt vor dem eigentlichen Titelblatt steht.
Die Schmutztitelseite verbreitete sich seit dem 18. Jahrhundert und ist heute Teil fast jedes Buches. Ihre Entstehung wird einerseits damit erklärt, dass die bedruckten, ungefalzten Rohbogen, die in der Frühzeit des Buchdrucks noch ohne Einband verkauft und erst vom Käufer zum Buchbinder gebracht wurden, mit einem Papierblatt bedeckt wurden, um sie vor Verschmutzung und Beschädigung zu schützen, und dieses Blatt eine Kurzbezeichnung trug. Das erklärt aber noch nicht, wie die Schmutztitelseite zum Bestandteil der Titelei wurde. Dazu wird darauf verwiesen, dass beim Druck des Titelbogens ein Viertelbogen frei blieb, der mit dem Schmutztitel gefüllt werden konnte; zudem wird auf „ästhetische Vorstellungen“ verwiesen: „es galt als unschön, ein Buch mit dem Haupttitelblatt beginnen zu lassen.“

## Gestaltung
Der Schmutztitel ist Bestandteil der Titelei. Die „Schmutztitelseite“ ist die erste Seite des Buchblocks, hat also die Seitenzahl 1, die aber, wie auf allen Seiten der Titelei, nicht gedruckt wird. In der Regel nennt der Schmutztitel in einem kleineren Schriftgrad den abgekürzten Titel des Werkes, manchmal auch zusätzliche Angaben wie den Autor, bei mehrbändigen Werken den Band, einen Reihentitel oder das Verlagssignet. Er kann auch nur das Verlagssignet abbilden.
Auf der Rückseite des Schmutztitels, also der Seite 2, finden sich bei Büchern, die Bestandteil einer wissenschaftlichen Reihe sind, oder bei Werkausgaben häufig der Reihentitel und die Reihenherausgeber. Ein eventuelles Frontispiz steht ebenfalls auf dieser Seite.